# Araria
Araria é uma cidade e um município no distrito de Araria, no estado indiano de Bihar.

## Geografia
Araria está localizada a 26° 09′ N, 87° 31′ L. Tem uma altitude média de 47 metros (154 pés).

## Demografia
Segundo o censo de 2001, Araria tinha uma população de 60 594 habitantes. Os indivíduos do sexo masculino constituem 54% da população e os do sexo feminino 46%. Araria tem uma taxa de literacia de 50%, inferior à média nacional de 59,5%; com 62% para o sexo masculino e 38% para o sexo feminino. 18% da população está abaixo dos 6 anos de idade.